# Kanton Mesvres
Mesvres is een voormalig kanton van het Franse departement Saône-et-Loire. Het kanton maakte deel uit van het arrondissement Autun. Het werd opgeheven bij decreet van 18 februari 2014, met uitwerking op 22 maart 2015. Alle gemeenten werden opgenomen in het nieuwe kanton Autun-2.

## Gemeenten
Het kanton Mesvres omvatte de volgende gemeenten:
- La Boulaye
- Brion
- Broye
- La Chapelle-sous-Uchon
- Charbonnat
- Dettey
- Laizy
- Mesvres (hoofdplaats)
- Saint-Eugène
- Saint-Nizier-sur-Arroux
- La Tagnière
- Uchon